# 44-та армія (СРСР)
Со́рок четве́рта а́рмія (44 А) — загальновійськова армія у складі Збройних сил СРСР під час німецько-радянської війни з 1 серпня 1941 по листопад 1943.

## Історія армії
Сформована в Закавказькому військовому окрузі 1 серпня 1941 року на базі частин 40-го стрілецького корпусу. Незабаром війська 44-ї армії взяли участь у введені радянських та британських військ до Ірану.
Восени 1941 року управління армії було виведене в резерв і перекинуто в Махачкалу. Частини армії, які знаходилися в Ірані, було передано 45-й армії.
У грудні 1941 року 44-та армія була передана Закавказькому фронту і зосереджена на Таманському півострові. 26 грудня 1941 року почалася Керченсько-Феодосійська десантна операція. Війська 44-ї армії були висаджені у Феодосії, але зазнали значних втрат. 15 січня 1942 року німецькі війська перейшли в контрнаступ і відбили Феодосію. Командувач армії Дашичев за невдале командування був знятий з посади і відданий під трибунал.
У травні 1942 року армія була оточена і знищенна біля Керчі. 
Влітку 1942 року армія була наново сформована на Закавказькому фронті. Армія брала участь у боях на Кавказі. 24 січня 1943 року армія була передана Північно-Кавказькому фронту, брала участь у наступі на Ростов. 6 лютого 1943 року армія була передана Південному фронту, улітку і восени 1943 року брала участь у боях за Донбас і у форсуванні Дніпра. 
9 листопада 44-та армія була розформована, а її війська були передані сусіднім арміям.

## Командування

### Командувачі
- генерал-майор Хадєев О. О. (серпень — грудень 1941);
- генерал-майор Первушин О. М. (грудень 1941 по 15 січня 1942) (16 січня 1942 О. М. Первушин був важко поранений і після лікування визнаний обмежено придатним до військової служби);
- генерал-майор Дашичев І. Ф., (16 по 21 січня 1942) (у зв'язку з великими втратами під час відходу 44-ї армії, її командувач І. Ф. Дашичев був звинувачений у втраті управління військами і 21 січня 1942 арештований);
- полковник Рождественський С. Є. (січень — лютий 1942);
- генерал-лейтенант Черняк С. І., (8 лютого по 29 травня 1942) (за поразку в Криму С. І. Черняк директивою Ставки 29 травня 1942 звільнений з посади);
- генерал-майор Петров І. Ю. (2 серпня — 10 жовтня 1942);
- генерал-майор Мельник К. С. (10 жовтня — 25 листопада 1942);
- генерал-майор, з травня 1943 генерал-лейтенант Хоменко В. О. (21 листопада 1942 — 7 листопада 1943) (6 листопада В. О. Хоменко загинув — його машина, що під'їхала до переднього краю оборони противника, підпала під обстріл[1]. За іншою версією потрапив у полон)[2].